# 平和大橋 (広島市)

平和大橋（へいわおおはし）は、広島県広島市の元安川にかかる道路橋。
ここより西にある西平和大橋と対になる関係にあり、ここでは一部内容を重複し記述する。また併設する平和大橋歩道橋（側道橋）についても記述する。

## 概要
広島平和記念公園南を通る平和大通りに架かる橋。明治期にこの地に架けられていた「新橋」という名の木橋が、1945年原爆被災の際に落橋、1952年に再架橋された。2019年歩道橋が併設された。
独特な形状をもつ欄干のデザインは、日系アメリカ人彫刻家のイサム・ノグチによるものである。歩道橋西詰に橋の由来が書かれた説明板、道路橋西詰北側に元安川の由来を書いた碑が建てられている。
東に直進すると鶴見橋、上流側に元安橋、下流側に万代橋が掛かる。東詰にはNHK広島放送局があり、広島電鉄宇品線が通る国道54号へと続く。最寄の駅は広電袋町停留場で、その周辺に被爆建物である旧日本銀行広島支店もある。
2002年から「平和大通りリニューアル事業」を市が推進、その一環として架け換えが検討されているものの、1橋あたり50億円近くかかると試算されていることから、なかなか進まないでいる。2010年代に入ると交通渋滞解消と歩道環境整備を目的として、側道橋（歩道橋）を整備しこの橋自体は自動車専用橋として用いる計画が立てられている。

## 諸元

### 道路橋
- 路線名：広島市道比治山庚午線（平和大通り）[2][3]
- 橋長：85.56m [2]
- 支間長：4@20.8m [2]
- 幅員：15m [3]
- 上部工：4径間単純鋼鈑桁橋（全溶接）[2]
- 下部工：RC重力式橋台2基、RCラーメン橋脚3基 [2]
- 基礎工：橋台 - 杭基礎、橋脚 - 井筒基礎[2]
- 設計：建設省中国四国地方建設局 [2]
- 施工：上部工 - 横河橋梁、下部工 - 松村組[2]
- 備考：工事時の橋梁名は「新橋」[2]。工事は建設省、所有および維持管理は広島市[2]。欄干（高欄）デザインはイサム・ノグチ。

特徴
この橋は戦後すぐにかけられた橋である。建設省による工事で、一等橋（当時の基準）の単純鋼鈑桁形式の橋としては、戦後初めてとなる“全溶接”の橋となった。つまり、戦前まで一般的であったリベット溶接ではなく突合せ溶接が採用され、その設計基準は国内事例だけでなくアメリカの橋の事例も参考にした。なお西平和大橋のほうはリベット溶接が採用されている。
上部工は横河橋梁（現横河ブリッジ）が担当、東京の工場で桁が製作され、列車で広島駅まで、そこからは当時あった宇品線で終点宇品駅まで運ばれ、そこからこの地まで搬入している。

### 歩道橋
- 橋長 : 86.0m [6]
- 幅員 : 歩道部3.5m、自転車道部2.0m [6]
- 橋梁形式 : 2径間連続合成鈑桁橋 [6]
- 供用年 : 2019年3月  [6]
- 備考 : 欄干は北側だけ新設。支柱はアルミ製で強化ガラスをはめこんでいる。デザイン決定には、建築や美術の専門家たち7人がアドバイザーとして参加している[7]。歩道橋架橋に合わせ、平和大橋の説明板が作られている。

## 歴史

### 戦前
最初の架橋年は不明。江戸時代は防犯上の理由により架橋規制が行われていたため当地に橋はなく、上流側に西国街道筋の元安橋が架けられていたのみだった。
明治時代になってその規制は解かれ、現橋よりやや上流位置に天神町から対岸の大手町四丁目（当時の町名で現・同町二丁目内）に向かって「新橋」という名の木橋が架けられた。1919年（大正8年）7月洪水により落橋した記録が残っている。その後また水害により中央部が落橋・流出してしまったため、西にある「新大橋」（現在の西平和大橋）との動線を配慮し、1943年（昭和18年）からやや下流（現橋位置）に新しい木橋「（仮）新橋」に架け替えていた。
1945年（昭和20年）8月6日に被爆（爆心地から新橋：450m、仮新橋：470m）。壊れていた新橋および架橋途中の仮新橋ともに甚大な被害を受け新橋は完全に落橋、仮新橋は半分落橋し渡ることが出来なくなった。

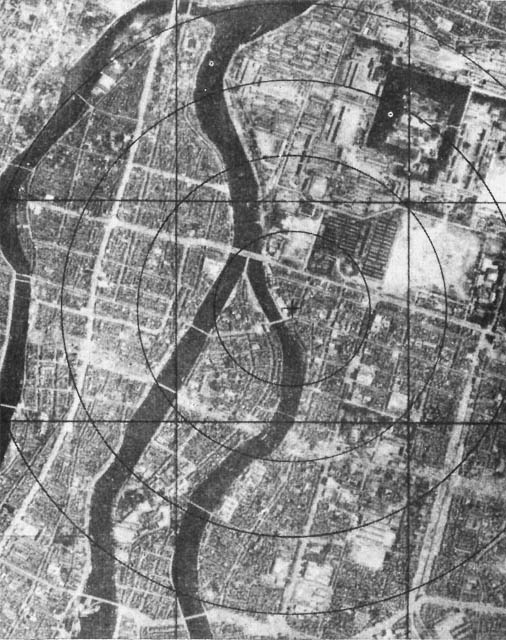
被爆前
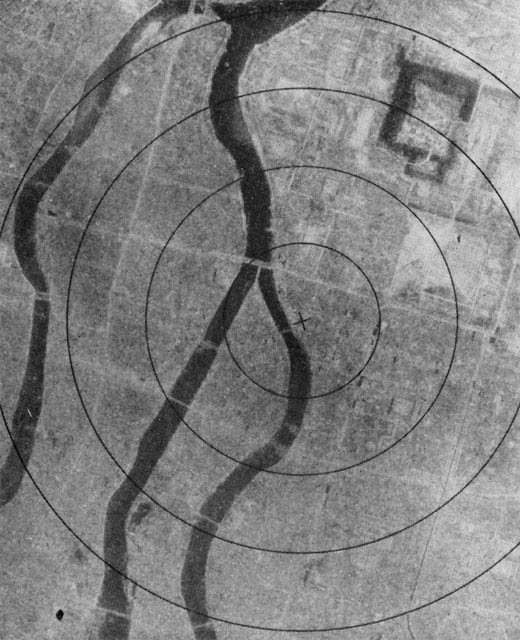
被爆後

### 現橋

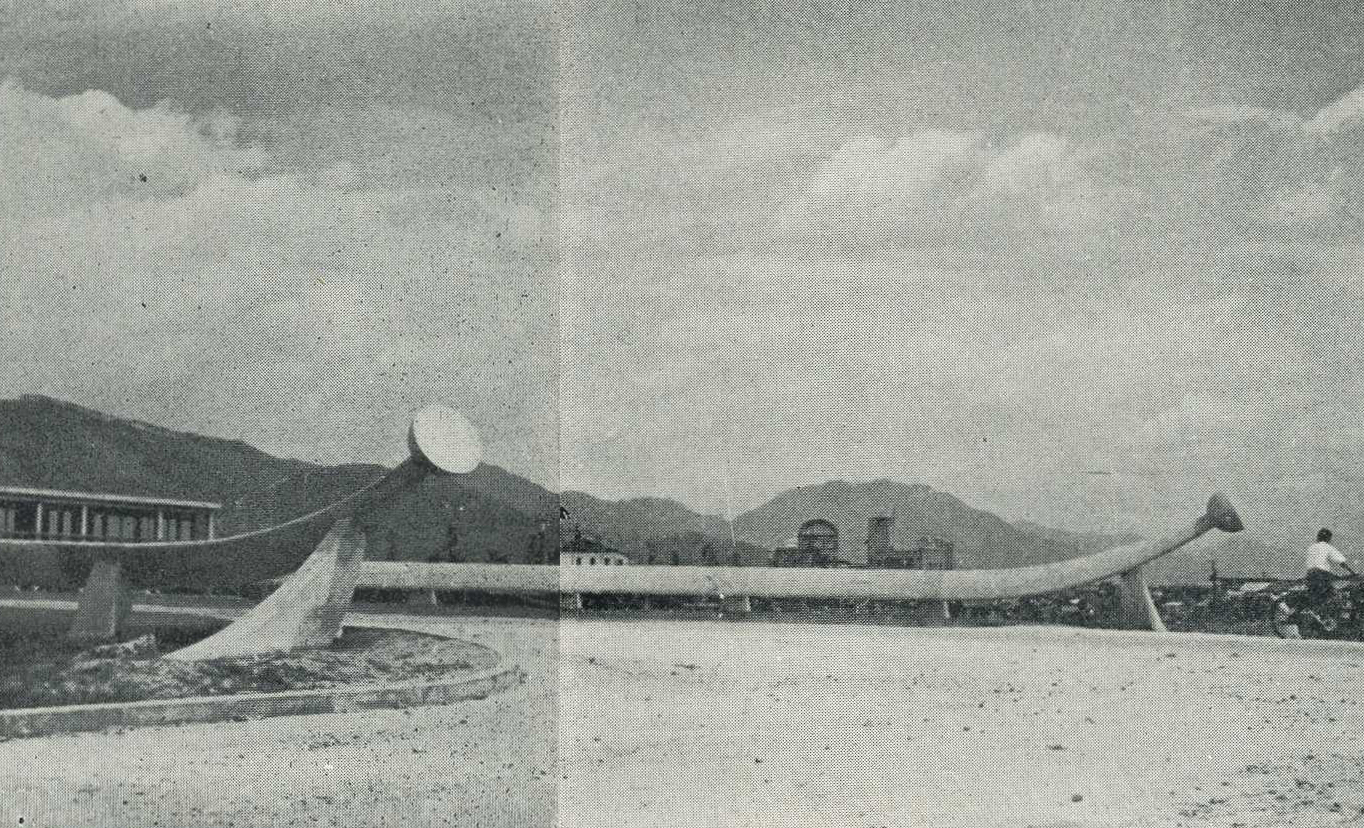
開通直後

1946年10月「広島復興都市計画」によって平和大通り整備が決定し、1949年（昭和24年）、広島平和記念都市建設法が公布・施行、対日援助見返資金により特別に国（建設省）の直轄事業で、新橋および新大橋の再架橋が決定した。工事途中の1951年（昭和26年）6月27日に欄干デザインにイサム・ノグチが起用されることが決定した。また同年11月7日新しい橋の名称は一般公募1,400余点の中から「平和大橋」「西平和大橋」、道路は「平和大通り」と決められた。
1950年（昭和25年）11月2日起工、1951年10月26日欄干以外が竣工したことにより通行開始、1952年（昭和27年）3月31日竣工。同年6月3日に完工式が行われている。
その後平和大通りの交通量は増大し、この橋および西平和大橋共通して幅員が狭く渋滞が多発するようになる。また竣工当時からの低い欄干が問題視され、毎年行われるひろしまフラワーフェスティバルでは、転落防止のため鉄パイプによる仮欄干が設けられ、川にはダイバーが待機している状況にまでなった。また1995年（平成7年）兵庫県南部地震発生をうけて耐震強度を計算したところ、阪神・淡路大震災クラスの地震で落橋の危険性があることが判明した。
2002年（平成14年）、市は「平和大通りリニューアル事業」を推進、その一環としてこの橋と西平和大橋さらに西にある緑大橋の掛け換えが検討されるようになった。市は、現橋を将来的には車道専用橋にし、その代わりに両側に人道橋（歩道橋）を併設することを決定した。ただノグチの欄干を残してほしいとする市民感情も強かった。
2019年現橋の北側に歩道橋は完成した。

## 欄干

### 経緯

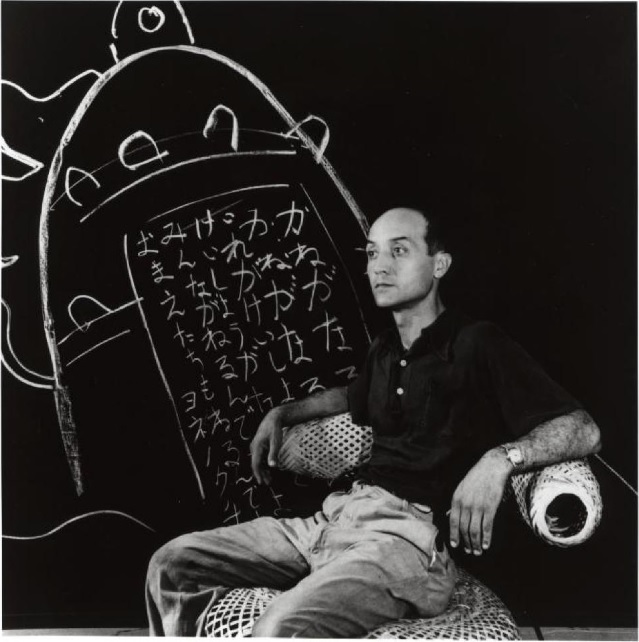
イサム・ノグチ

建設省は橋の施工途中に、「平和公園の入口になる橋なので、欄干だけでも平和記念資料館や公園と違和感のないものにデザインしてみてくれないか」と、広島平和記念施設をデザインした丹下健三に相談した。丹下はこの仕事を日系アメリカ人デザイナーであるイサム・ノグチに提案した。ノグチは以前丹下と出会った際に、「原子爆弾を落とした国の人間として罪悪感を感じ、日米の血が流れるものとして、広島で平和共存の夢を託す仕事がしたい」と伝えていた経緯があったため、この橋のデザインを引き受けることになった。
そこでノグチは欄干のスケッチをし、そこから大谷幸夫が施工図を起こした。一部でノグチが橋全体を設計したと誤解されているが、ノグチが携わったのは欄干のデザインのみである。なお丹下は、ノグチとのやりとりの内容を当時の市長浜井信三へ直筆の手紙として送っており、これは現在広島市公文書館に保管されている。
歩道橋新設にあたり、ノグチのことが書かれている説明板が新設されている。また、平和資料館の真北にある原爆死没者慰霊碑も当初はノグチのデザインに内定していた経緯があり（詳細は当該リンク参照）、ノグチデザインの慰霊碑の模型は現在広島市現代美術館が所蔵している。

### 構想と命名
それぞれに命名がなされている。
|          | 西平和大橋           | 平和記念公園                                    | 平和大橋               |
| 命名     | Yuku (To Depart)     |                                                 | Tsukuru (To Build)     |
|          |                      |                                                 |                        |
| モチーフ | 和船の舳先           |                                                 | 昇る太陽               |
| 備考     | 公園西に位置（本川） | 写真は公園内の平和資料館 手前の道路が平和大通り | 公園東に位置（元安川） |

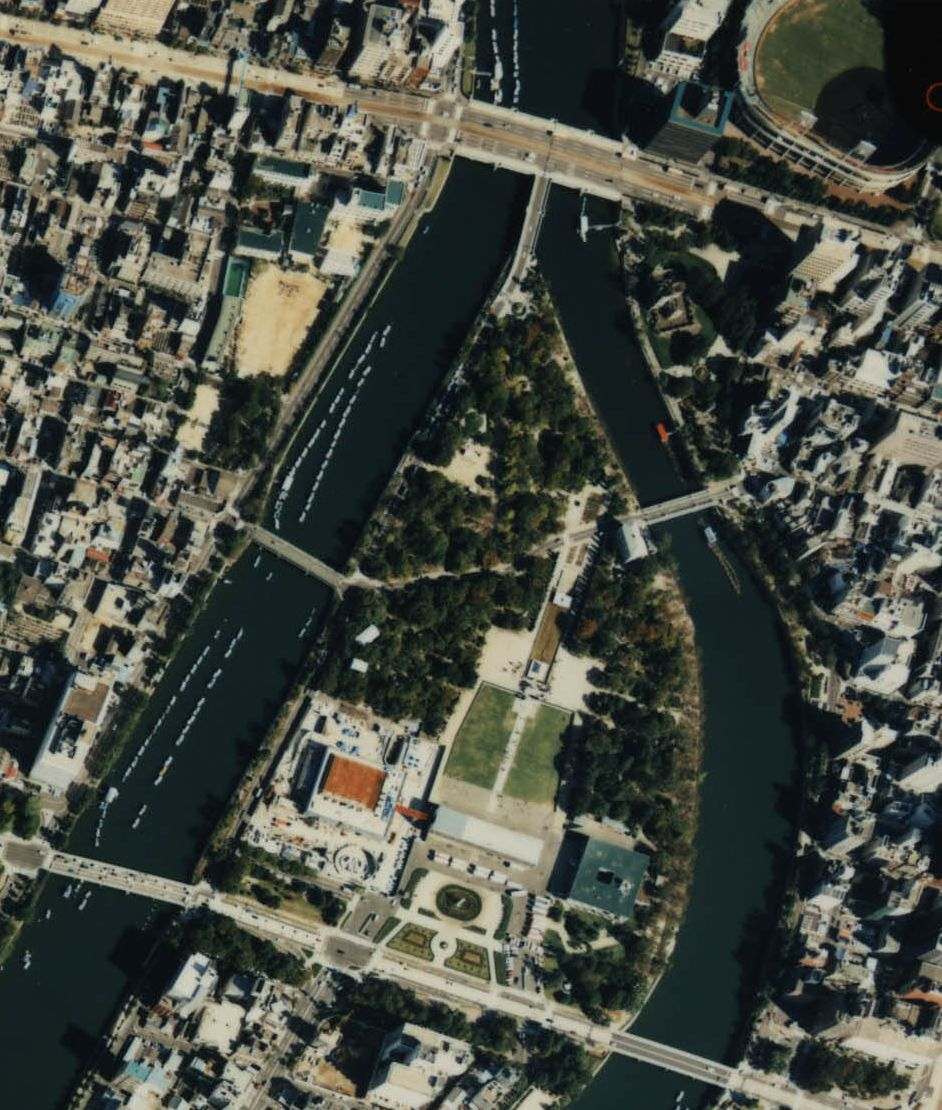
1988年の平和公園周辺。右下の橋が平和大橋でその道なり左が西平和大橋。

そもそも当初の命名は別のもので、それをテーマにデザインしている。1951年6月11日ノグチが広島へ訪問した時、「6年前のいまわしい雰囲気が地面に静かに横たわっている。しかしその地上に生活する民の顔は大きな希望に燃えてたくましい。」と人の生と死をテーマにデザインを決定し、当初は2つの橋について平和公園を基準に以下の命名がなされた。
- 平和大橋 : 日が昇る東側は＜昇る太陽＞を象徴する「Ikiru(To Live)」（生きる）[25]。
- 西平和大橋 : 日が沈む西側は＜別離＞を意味する「Shinu(To Die)」（死ぬ）[25]。

モチーフは＜昇る太陽＞と＜船の舳先＞。船の舳先は「人間は死んでから神様のところにその精神がいってしまうということで、エジプトでもギリシャでも、心は船に乗っていくといわれている。原子爆弾で死んだ人達のこころは神様のところへ行った、と言う意味なのです」とコメントしてる。
そこへ竣工同年10月黒澤明監督映画『生きる』が公開され、意味を誤解されないよう、（つくる）（ゆく）と命名を変更し現在のものとなった。

### 部材

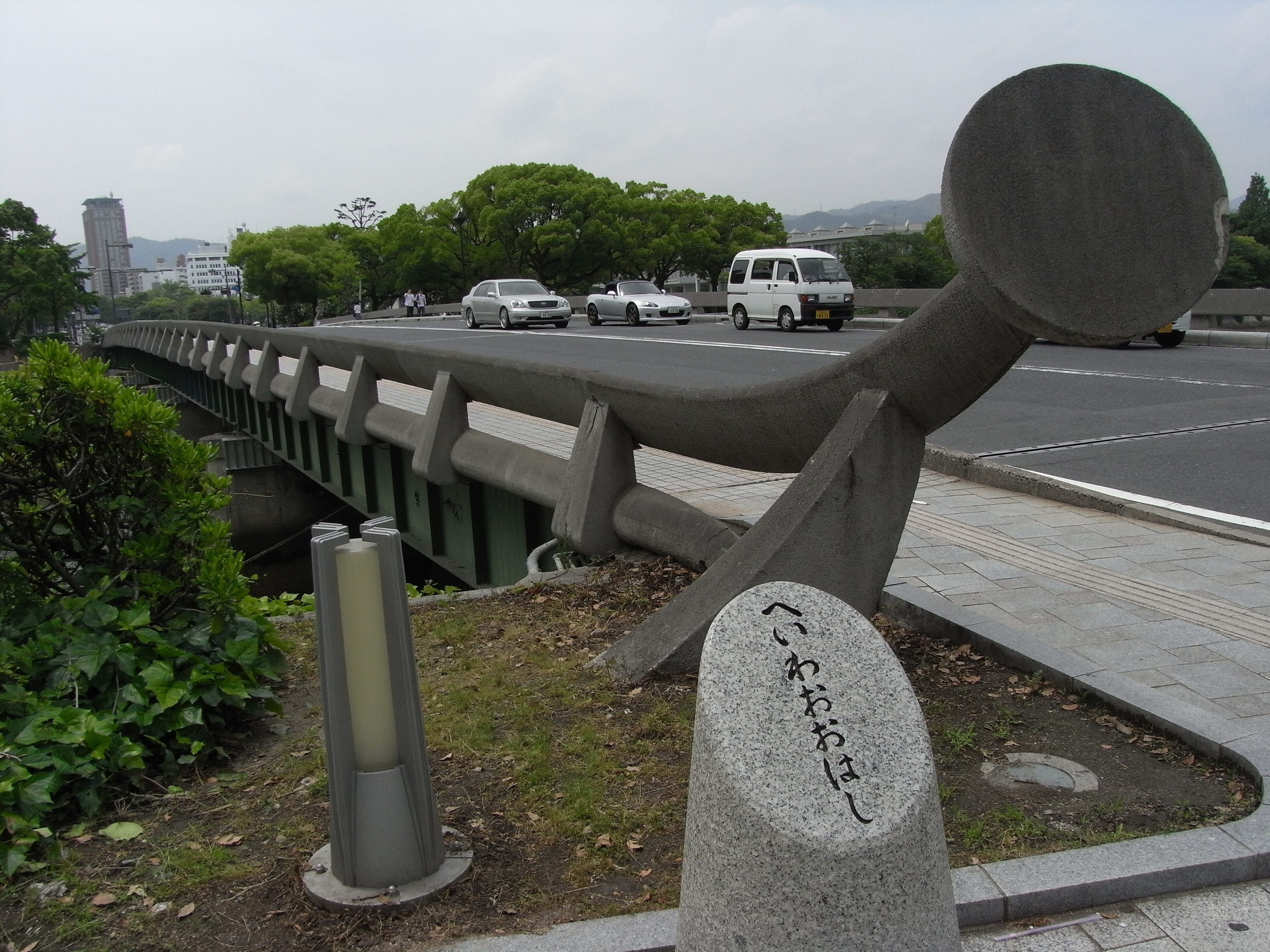
2008年時点。石風塗料でコーティングされている。

素材は鉄筋コンクリートで、一般的には親柱に当たる部分である特徴的な両端がプレキャスト、その他が現場打ち施工。当時の橋梁工事2つ合わせた総事業費1億1千万円のうち、10%がこの欄干に当てられている。当初石造の予定だったが予算不足でコンクリートに変更、欄干の高さ不足から誤って川に落ちる危険があると批判されたことにより当初のものより20cm嵩上げされた。
1952年竣工から2010年まで事故による欠損はなかったが、2011年物損事故により西平和大橋の欄干が3.5mほど壊れ、竣工後初の補修工事が行われている。
また、老朽化は1971年時点で進行しており、一部で鉄筋が露出する状況になっていた。このため、1983年から表面を石風塗料でコーティングするようになっていたが、2019年歩道橋完成時に元の打放しコンクリート状態に戻されている。

### 評価
この斬新なデザインとノグチの国際的な名声の為に国内外から注目を集めた。丹下は「私の設計した平和記念公園を引き立てる立派な橋だ」と述べている。三宅一生が少年期に感銘を受けた作品の1つであり、三宅は2009年7月13日付ニューヨーク・タイムズで、ノグチの思いが詰まったこの橋をバラク・オバマ大統領が渡ることができれば核兵器のない世界に向けた第一歩となる、とオバマの広島訪問を促した投稿をしている。のちにオバマ大統領の広島訪問は実現している（平和大橋を渡ってはいない）。
一方で当時広島市議会ではデザイン論争が起こり「イモムシ」となじられ、当時で50万円もかかった高額なデザイン料を広島市が払ったことも批判され、平和大橋の両端の華奢な感じが「平和の脆さを象徴している」と皮肉られた。当時、日本の土木技術関係者からも橋梁の欄干としては否定的な意見が出ている。
1953年（昭和28年）、つまり橋完成後の翌年に作られた広島市の観光宣伝用ポスターにはこの橋が描かれている。

## 歩道橋

### 丹下による平和公園構想
平和大通りは、1946年11月に作成された「広島復興都市計画街路」によって計画されたものである。この時に幅100mの道路とすることが決まったが、あくまで橋梁部分は除いたものであった。
1949年5月、広島平和記念都市建設法公布、同年から広島平和記念公園設計協議が始まり、結果丹下健三率いる丹下グループ案が最優秀案として決定した。当初の丹下案は、北は現在の広島市中央公園・南は現在の平和大通りまでを整備する壮大なもので、この中には当時大通りに整備されていた平和大橋・西平和大橋・緑大橋を大通りの中央車道として扱い副道両側にそれぞれ側道橋を架けるものとして考えられていた。

### デザイン提案競技
上記のとおり、この橋はのち狭い幅員が問題となり2000年代の「平和大通りリニューアル事業」に伴い両外側への歩道橋整備計画が決まった。その整備にあたり、広島市は橋梁としては国内初の国際デザインコンペ（設計競技）を開催することになった。
市は、以下の3つのコンセプトを要望した。
競技は2008年（平成20年）に実施、応募登録は国内22者・海外8者（シンガポール2者、ドイツ・デンマーク・スイス・オーストリア・スペイン・オーストラリアの各1者）、最終的には29者が作品を応募し、その中から最優秀案1点・優秀案1点・入選案4点が選出された。国内外も含め多く参加となったのは、市が国内にある大使館を通じて参加を呼びかけたこと、そして平和公園のノグチの橋の隣ということから注目を集めたため、と言われている。
以下は当初コンペの結果採用され結果的に廃案となった、幻の設計仕様である。
- テーマ：時空の扉（ゲート）
- 橋長：85.0m
- 支間長：2@42.5m
- 幅員：7.9m（歩道部4.5m、自転車道部2.0m）
- 上部工：鋼製ストラット及びフィンバック構造を有する2径間連続変断面PC箱桁橋
- 下部工：RC逆T式橋台2基、RC壁式橋脚1基
- 基礎工：橋台 - 杭基礎、橋脚 - ニューマチックケーソン基礎
- 設計・デザイン : 大日本コンサルタント＋藤野陽三＋ワークヴィジョンズ＋ストラクチャード・エンヴァイロンメント共同企業体

### 計画変更
ただこの歩道橋は、交差点および一部の市道の廃止を前提としたものであったことから地元住民が反発したため頓挫し、2014年に新たに計画が立てられた。その案がそのまま最終案となり2017年最終決定した。

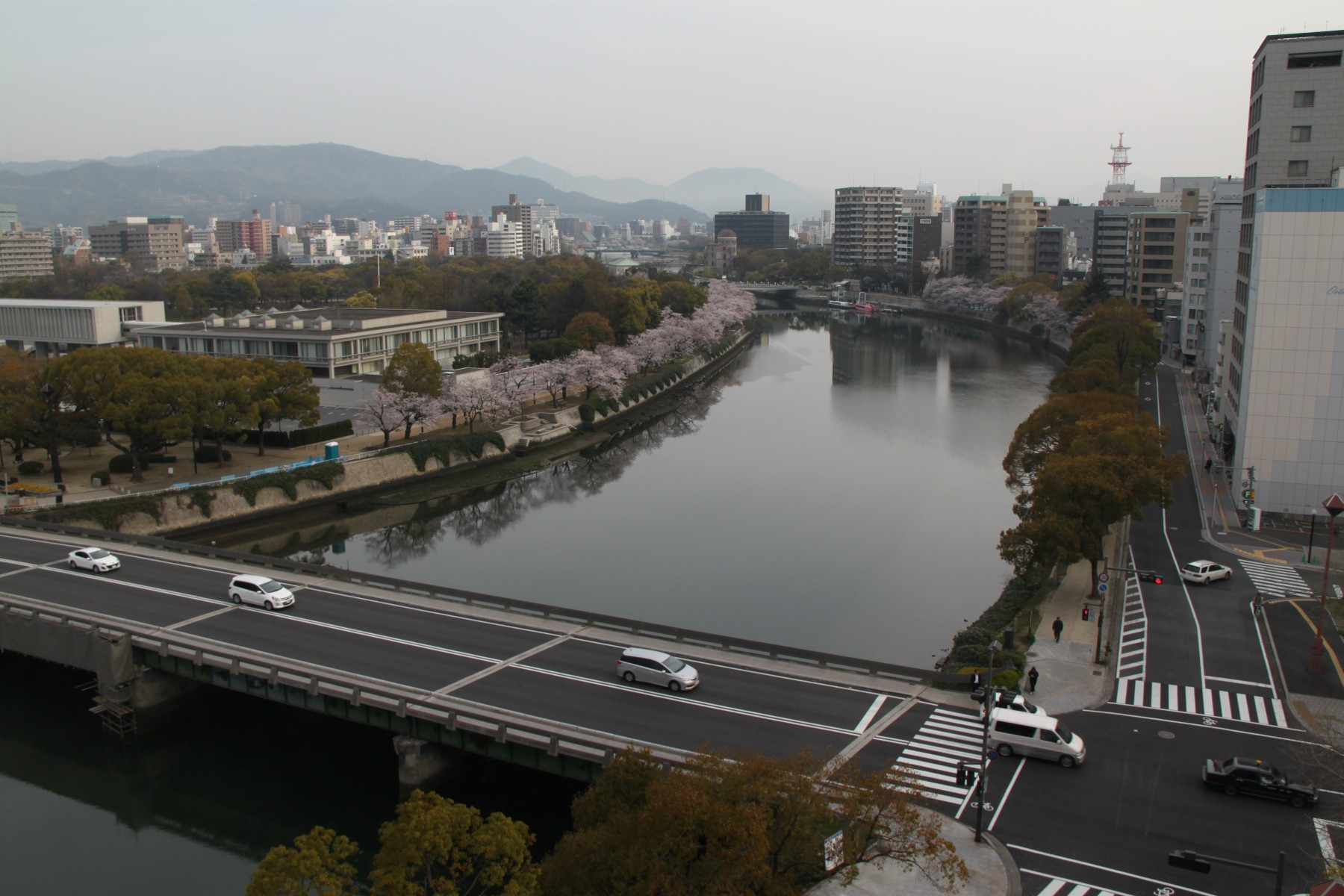
2010年時点での歩道橋架橋位置。当初計画では堤防上の道路（右側の交差点と交差点の間）を廃止し向こう側から平和大通りへの車の出入りが出来なくなることから地元住民が反発した[39]。
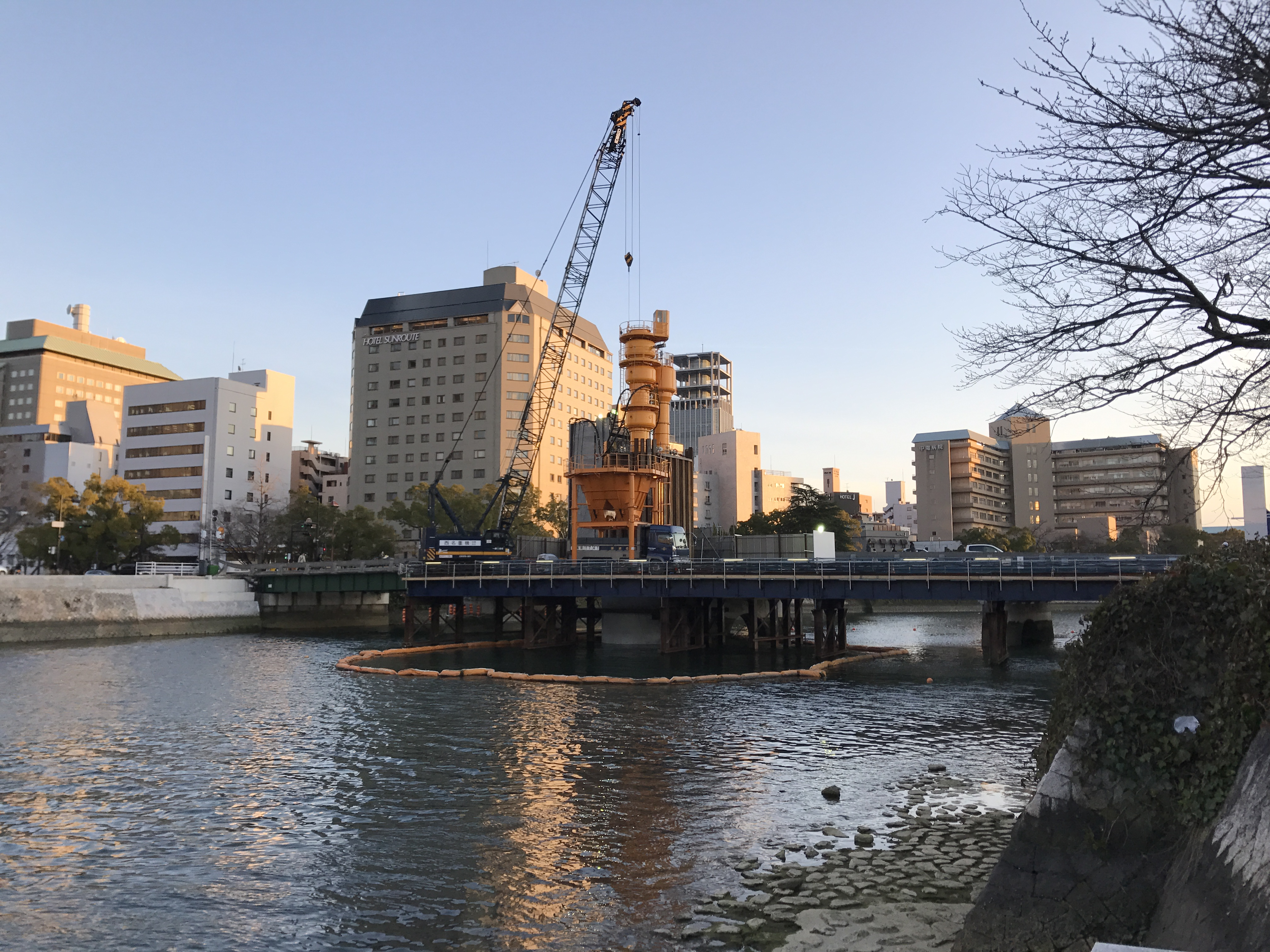
2017年3月。下部工（橋脚）工事中。
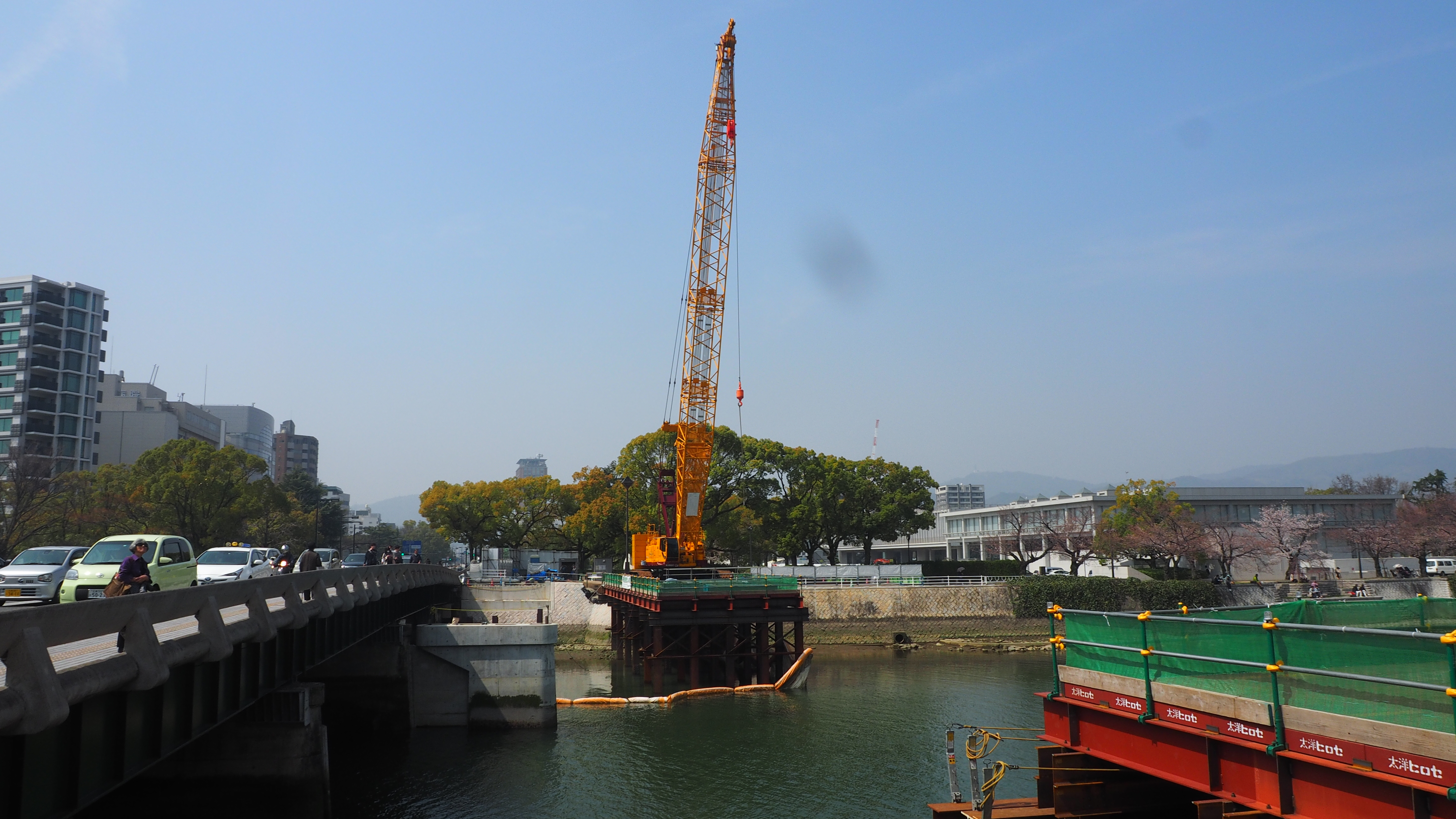
2018年3月。仮桟橋に乗るクローラークレーンで上部工（桁）を橋脚の上に乗せる。

## 参考資料
- 『イサム・ノグチ　宿命の越境者』ドウス昌代著　講談社2000年4月、講談社文庫2003年7月 上巻ISBN 406273690X 下巻ISBN 4062736918
- 広島市『広島原爆戦災誌（一括）』（PDF）（改良版）、2005年（原著1971年）。2019年3月23日閲覧。